# Helianthemum broussonetii
Helianthemum broussonetii är en solvändeväxtart som beskrevs av Michel Félix Dunal. Helianthemum broussonetii ingår i släktet solvändor, och familjen solvändeväxter. Inga underarter finns listade i Catalogue of Life.